# Erythmelus angelovi
Erythmelus angelovi är en stekelart som beskrevs av Donev 1985. Erythmelus angelovi ingår i släktet Erythmelus och familjen dvärgsteklar. Inga underarter finns listade i Catalogue of Life.